# Tidevandsglansløber
Tidevandsglansløber (Cillenus lateralis) er en art af løbebiller i slægten Cillenus under glansløbere.
Billen fik sit videnskabelige navn i 1819 af Samouelle.
I Danmark forekommer tidevandsglansløberen relativt sjældent, men har været observeret omkring Esbjerg.